# يوغا حساسة للصدمات
اليوغا الحساسة للصدمات (بالإنجليزية: Trauma-sensitive yoga)‏ هي ممارسة اليوغا، تم تكييفها من عام 2002 فصاعدًا للعمل مع الأفراد المصابين بالصدمات النفسية. هدفها هو مساعدة الناجين من الصدمة على تطوير شعور أكبر بالاتصال بين العقل والجسم، وتخفيف تجاربهم الفسيولوجية للصدمة، واكتساب شعور أكبر بالملكية على أجسادهم، وزيادة رفاههم بشكل عام. ومع ذلك، وجدت مراجعة منهجية 2019 أن الدراسات حتى الآن لم تكن مصممة بما فيه الكفاية قوية لتقديم دليل قوي على فعالية اليوغا كعلاج؛ ودعا لمزيد من البحث.

## الخلفية
اليوغا الحساسة للصدمات هي شكل من أشكال اليوغا كعلاج، مقتبسة من اليوغا الوضعي الحديث. اليوغا هي ممارسة العقل والجسم، مع العديد من الأشكال والأساليب. ويشمل عادة المواقف الجسدية التي تسمى أسانا، تمارين التنفس (البراناياما)، الذهن، والتأمل. أثبتت الأبحاث أن اليوغا في الوضع يمكن أن تقلل من الإجهاد، وتعزز الصحة البدنية، وتزيد من إحساس الفرد بالذات.
تأسست اليوغا الحساسة للصدمات لأول مرة في مركز الصدمات في بروكلين، ماساتشوستس، في عام 2002 من قبل ديفيد إيمرسون وزملاؤه. لقد تم تصميمه لتعزيز الشعور بالسلامة للأفراد المصابين بصدمات نفسية أثناء مشاركتهم في تمرين يركز على الوعي بالجسم، والذي قد يكون غالبًا بالنسبة لهم. إنه يعالج الحاجة إلى ممارسة اليوغا المستنيرة للصدمات القادرة على تحديد وتخفيف الظروف البيئية والفسيولوجية التي يحتمل أن تثار، مع الاستمرار في توفير الفوائد النفسية والجسدية التي توفرها ممارسة اليوغا النموذجية.
تم وضع اليوغا الحساسة للصدمات من خمسة مجالات أساسية والتي إذا لم تكن غير مثالية يمكن أن تحدث آثارًا جانبية ضارة بين السكان المصابين بصدمات نفسية عن طريق تذكيرهم بصدماتهم:
| اليوغا الوضعي الحديثة              | اليوغا الحساسة للصدمات                              | المجالات الخمسة الجوهرية الأساسية |
| ---------------------------------- | --------------------------------------------------- | --------------------------------- |
| أي مساحة مناسبة                    | مساحة الترحيب آمنة ومريحة للطلاب سريعي التأثر       | البيئة                            |
| تحقيق موضع معينة                   | الأحاسيس الداخلية مهمة، لمشاعر السلامة، وقبول الذات | التمرين الجسدي                    |
| التدريب العملي على المؤدب والمقبول | الحفاظ على المسافة                                  | التكيف العملي                     |
| التوجيه                            | لطيف، ابقاء الطلاب في السيطرة                       | أسلوب المدرب                      |
| لغة التوجيه مقبولة                 | تعليمات عير توجيهية                                 | غير توجيهي                        |

## عرض الأسباب

### الصدمة النفسية والجسم

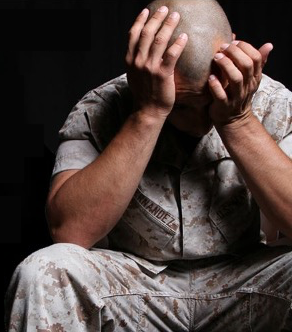
الصدمة النفسية يمكن أن تتبع من تجربة الحدث الصادم.

تحدث الصدمة النفسية عندما يكون الفرد قد تعرض لحدث صدمة يصيب ويعيش في الجسم والعقل. يمكن أن تسبب الصدمة استجابة مزمنة للضغط في الجسم، والتي قد تظهر كحالة ثابتة لا يمكن السيطرة عليها من الإثارة والخوف الشديد. أولئك الذين لديهم تاريخ من الصدمة قد يفسرون أيضًا استجابة الضغط المزمن هذه كتهديد لإحساسهم بالذات وعلاقتهم بالعالم. تشير بعض الأبحاث إلى أن الأفراد المصابين بصدمات نفسية غالباً ما يجدون صعوبة في تهدئة أحاسيسهم الداخلية المفرطة النشاط دون الاعتماد على المنبهات الخارجية، مثل الطعام أو المواد أو إيذاء الذات. لذلك، لا ترتبط الصدمة النفسية فقط بالاضطرابات النفسية مثل اضطراب ما بعد الصدمة والاكتئاب والقلق، ولكن أيضًا مع الاضطرابات الجسدية.
على الرغم من أن معظم العلاجات المستندة إلى الأدلة تركز على الآثار النفسية للصدمة أولاً وقبل كل شيء، إلا أن معدلات الانتهاك لا تزال مرتفعة، وربما يرجع ذلك إلى زيادة الإثارة الفسيولوجية خلال المراحل الأولية من العلاج بالتعرض. أوضحت الأبحاث أن أساليب العقل والجسم بديلة عن العلاج النفسي التقليدي، للسماح للأفراد المصابين بصدمات نفسية بإعادة الاتصال والتعرف على أحاسيسهم البدنية. تسمح نماذج العقل والجسم للمشاركين بالعمل من خلال ذكرياتهم الصدمة الجسدية ويشعرون بالأمان الكافي لمعالجة ذكرياتهم المؤلمة والشفوية. تتضمن هذه النهج زيادة الوعي بالأحاسيس الجسدية والاهتمام بها، مع التركيز على تجربة اللحظة الحالية للتصدي للاستجابات الانفصالية. أخيرًا، تساعد تدخلات العقل والجسم الأفراد المصابين بصدمات في رعاية أجسادهم. وبهذه الطريقة، قد توفر رسائل من الجسم معلومات للأفراد المصابين بصدمات نفسية عن هوياتهم وتساعد الأفراد على استعادة ملكيتهم لاستجاباتهم الداخلية.

### الآثار الفسيولوجية
تقنيات اليوغا تخفف من التأثيرات على الجهاز العصبي للجسم. يسمح جانب الذهن والتأمل في اليوغا للعقل بالحفاظ على الوعي الموضوعي بالأحاسيس الجسدية للجسم، مع الحفاظ على حالة من الهدوء. يساعد جانب اليوغا الموجه نحو التلاعب في التنفس على تعزيز القدرة على تنظيم المشاعر. وبالتالي، فإن اليوغا تقلل من الشدة الكلية للاستجابة للإجهاد وتحسن من القدرة على التهدئة الذاتية.
يرتبط اليوغا بانخفاض في الشكاوى الفسيولوجية والجسدية التي غالباً ما تُعزى إلى اضطراب ما بعد الصدمة، مثل الألم والقلق. تشير الأبحاث أيضًا إلى أن اليوغا تنتج فوائد نفسية للأفراد الذين يعانون من اضطراب ما بعد الصدمة مثل الحد من الضغط، انخفاض في الاكتئاب كما هو مرتبط بعنصر الذهن، شعور أكبر بالترابط مع الآخرين عند ممارستهم في أوضاع جماعية، تعزيز الكفاءة الذاتية واحترام الذات، والشعور بالتمكين الشامل.

## السمات الرئيسية

### النهج
تم تصميم اليوغا الحساسة للصدمات لتبدأ برفق، مع تمرين تنفس جالسًا، تليها حركات خفيفة. أثناء التمسك بشروط المجالات الأساسية الخمسة (أي البيئة الجسدية والتمارين وأسلوب التدريس والتكيف واللغة)، يقوم المدرب بتوجيه الفصل من خلال سلسلة من المواقف الجسدية على مستوى الصعوبة الذي يناسب قدرات المشاركين. في كل موقف، يشجع المعلمون الطلاب على مراعاة أحاسيسهم الداخلية، دون حكم، والرد عليهم بحنان. طوال الوقت، يتم تشجيع المشاركين على اتخاذ خيارات لأنفسهم حول ما يشعرون بالراحة والأمان في أجسادهم، ويدعو المعلمون الطلاب على نطاق واسع لتعديل أي موقف حسب الحاجة. ينتهي الفصل بشكل مشابه لليوغا الوضعي العادي في وضعية الراحة
(سافاسانا).
تظل بعض الظروف ثابتة لضمان شعور المشاركين بالأمان، بما في ذلك اتساق مظهر الغرفة وهيكل الفصل، وتذكير المعلمين للمشاركين بأماكن وجود المخارج، والإضاءة الساطعة حتى يتمكن المشاركون من رؤية محيطهم.

### الآلية
الأفراد الذين عانوا من صدمة نفسية غالبًا ما ينظرون إلى أحاسيسهم الداخلية على أنها خطيرة وغريبة، ويشكلون عادات مدمرة كوسيلة للتكيف مع تجاربهم الداخلية. لذلك، يبذل المعلمون قصارى جهدهم لتهيئة بيئة تشعر بالأمان الجسدي والعاطفي للمشاركين، وبالتالي تسهيل جو الشفاء للأفراد المصابين بصدمات نفسية. عندما يشعر الطلاب بمستويات متزايدة من الأمان والتأثير في بيئتهم، يقال إنهم في مستوى متوسط من الإثارة المناسب للعمل بصدماتهم بشكل فعال. في تلك الحالة، يمكنهم تعلم العمل مع الخبرات الفسيولوجية للصدمة بطريقة أكثر تكيفًا وأقل تدميراً.

### ضحايا العنف بين الأشخاص
اليوغا الحساسة للصدمات فعالة في تحسين الأعراض النفسية للنساء اللائي نجين من العنف بين الأشخاص. قد تشمل التحسينات انخفاضًا في شدة أعراض اضطراب ما بعد الصدمة، وتقليل شدة أعراض الاكتئاب والقلق. أفاد الناجون من عنف الأشخاص الذين ينخرطون في اليوغا الحساسة للصدمات بزيادة مشاعر السلامة والالتزام، وزيادة احترام الذات والرحمة الذاتية، وانخفاض مشاعر العزلة، وزيادة الشعور بالاسترخاء، وزيادة الشعور بالوكالة على أجسامهم.

## الأدلة
وقد أبرزت الأبحاث أهمية استخدام اليوغا الحساسة للصدمات فقط كعلاج بديل ومكمل للعلاجات الأخرى المستندة إلى الأدلة (مثل العلاج النفسي والدواء) لعلاج الصدمات. تم تصميم الفصول الدراسية بحيث تختلف، وبالتالي لم يتم تأسيس الفعالية. اقترحت الأبحاث استخدام اليوغا الحساسة للصدمات كتمهيدي للعلاج النفسي الفردي، كوسيلة لإعداد وتهيئة الجسم قبل الكشف عن الذكريات المؤلمة المخزنة، وتأسيس اشتراك شخص مصاب بالصدمة للعلاج.
فشلت مراجعة منهجية في عام 2019 في العثور على أدلة قوية على أن اليوغا كانت فعالة في اضطراب ما بعد الصدمة، والاكتئاب، أو القلق بعد الصدمة، لأن الدراسات التي تمت دراستها كانت ذات جودة منخفضة مع «خطر كبير من التحيز»؛ لقد قدموا ما يمكن أن يكون مؤكدًا إذا كانت مؤثرات مفيدة بأحجام التأثير في حدود دي اس= 0.40–1.06. دعا المراجعون إلى مزيد من الدراسات مع «تصميم أكثر صرامة».

## الخصوصية
قد يحتاج مستهلكو اليوغا الحساسة للصدمات إلى التفكير في مسألة السرية حيث إنها تختلف بين مدربين اليوغا الحساسة للصدمات ومهنيي الصحة العقلية. على الرغم من أن المدربين ملزمون في أغلب الأحيان بإكمال 200 ساعة على الأقل من تدريب معلمي اليوغا مع التركيز على الصدمات النفسية، إلا أن السرية ليست عادة محور التدريب.